# 스캔들 (2012년 드라마)
《스캔들》(영어: Scandal)은 2012년 4월 5일부터 2018년 4월 19일까지 ABC에서 방영된 텔레비전 드라마이다.

## 배역
- 케리 워싱턴(한국판 성우 : 이선) - 올리비아 포프
- 헨리 이안 쿠식(한국판 성우 : 변영희) - 스티븐 핀치
- 컬럼버스 숏(한국판 성우 : 임채헌) - 해리슨 라이트
- 다비 스탠치필드(한국판 성우 : 이채정) - 애비 웰런
- 케이티 로스(한국판 성우 : 오인실) - 퀸 퍼킨스
- 길레르모 디아즈(한국판 성우 : 최정호) - 헉
- 토니 골드윈(한국판 성우 : 이규화) - 피츠제럴드 "피츠" 그랜트 3세
- 제프 페리(한국판 성우 : 김영진) - 사이러스 러더퍼드 빈
- 벨러미 영 - 멜리 그랜트
- 스콧 폴리 - 제이크 밸러드
- 포샤 드 로시 - 엘리자베스 노스
- 코닐리어스 스미스 주니어 - 마커스 밀러